# Wori (socken)
Wori (kinesiska: 沃日乡, 沃日) är en socken i Kina. Den ligger i provinsen Sichuan, i den sydvästra delen av landet, omkring 150 kilometer väster om provinshuvudstaden Chengdu. Antalet invånare är 3 470. Befolkningen består av 1 725 kvinnor och 1 745 män. Barn under 15 år utgör 17,0 %, vuxna 15-64 år 75 %, och äldre över 65 år 7,0 %.
Genomsnittlig årsnederbörd är 1 225 millimeter. Den regnigaste månaden är juli, med i genomsnitt 227 mm nederbörd, och den torraste är januari, med 14 mm nederbörd.